# Lissonota petiolata
Lissonota petiolata är en stekelart som beskrevs av Mao-Ling Sheng 2000. Lissonota petiolata ingår i släktet Lissonota och familjen brokparasitsteklar. Inga underarter finns listade i Catalogue of Life.